# 徐贊生
徐贊生（英語：The Right Revd. Louis Tsui，1943年—）是香港聖公會東九龍教區首任主教及榮休主教。

## 背景
徐贊生早年就讀東華三院李西疇紀念小學（1957年上午校畢業，當時名為「東華三院香港第一小學」），小學畢業後在1958年入讀聖馬可中學，1964年畢業於佛教黃鳳翎中學中五年級。當他在1965年完成羅富國教育學院一年制教育課程後，便到慈雲山聖公會約榮小學任教，至1976年負笈英國升學之前是該校下午校的副校長。而任職小學教師期間，他在1971年至1973年就讀於香港協和神學院，1972年至1976年於香港中文大學崇基學院神學系修讀神道學學士課程。後來他在1976年至1979年期間攻讀威爾斯大學卡迪夫學院的法律及社會學士學位，又於1979年至1980年於倫敦律師公會倫敦法律學院接受法律訓練課程。
徐贊生1973年受按立為會吏，1974年受封為牧師，後被委任為會吏長，1995年受祝聖為主教，同年就任東九龍分區主教。1998年，東九龍教區成立，徐贊生成為首任東九龍教區主教，至2013年底榮休。

## 外部連結
香港聖公會大主教選舉 大主教候選人三位現任教區主教簡歷 （页面存档备份，存于）
| 聖公會頭銜 | 聖公會頭銜                          | 聖公會頭銜      |
| ---------- | ----------------------------------- | --------------- |
| 新建立     | 香港聖公會東九龍教區主教 1998– 2013 | 繼任者： 郭志丕 |